# Pakhuizen Medan, Bindjeij en Laboean
Als voortzetting van de pakhuizen in de binnenstad van Amsterdam verrezen rond 1900 nabij het IJ verschillende nieuwe pakhuizen, die alle tegen het einde van de 20e eeuw tot appartementen zijn verbouwd.

## Geschiedenis
Het gebied, waar de pakhuizen Laboean, Bindjeij en Medan zijn gebouwd, stond halverwege de 19e eeuw bekend als de Braker Buiten Polder. De bouwlocatie van deze pakhuizen lag bijna tegen de toenmalige Westelijke Afsluitdijk aan. Op een nog oudere kaart van 1746 van het Hoogheemraadschap van Rijnland wordt het gebied aangeduid als Slooten Buyten Dycks. Deze omgeving werd enigszins beschermd door een lage zomerdijk aangegeven als Kadyck. De pakhuizen zijn later dan ook gebouwd op de ondergrond van deze Kadyck.
De drie pakhuizen aan de Houtmankade zijn een ontwerp van de architect Willem Hamer, die eerder al enkele markante 19e-eeuwse gebouwen in Amsterdam had ontworpen, zoals het Hotel de l'Europe en het Vondelparkpaviljoen. De bouw van de pakhuizen werd op 22 juli 1895 aanbesteed. Op 14 september dat zelfde jaar was de bouw zover gevorderd dat de oprichter en directeur van de Deli Maatschappij, Peter Wilhelm Janssen, officieel de eerste steen kon leggen. In de jaren 1898-1900 heeft de Deli zijn opslagfaciliteiten uitgebreid met de aangrenzende pakhuizen Serdang, Langkat en Deli (Nova Zemblastraat 8-12). De pakhuizen werden ingezet voor opslag van tabak.
Deze pakhuizen gelegen aan het Westerkanaal nabij de Westerkeersluis (brug 346) zien we ook terugkomen als achtergrond op foto’s en schilderijen van George Hendrik Breitner, die de bouwputten en heiwerken aan de Van Diemenstraat tijdens de stadsuitbreidingen van Amsterdam in 1897 heeft vastgelegd.
De benamingen van de pakhuizen verwijzen naar de locaties Medan, Bindjeij (Binjai) en Laboean (Labuhan) in het sultanaat Deli op Sumatra van het voormalig Nederlands-Oost-Indië, nu Indonesië, waar de Deli Maatschappij bezittingen had. De drie pakhuizen samen zijn sinds 2003 aangemerkt als een Rijksmonument en staat geregistreerd onder nummer 526740.

## Van pakhuis tot woonhuis
De drie pakhuizen aan de Houtmankade zijn in 1986 verbouwd, waarbij alle ruimten een woon- en/of bedrijfsfunctie hebben gekregen. Als onderdeel van de renovatie is het middengedeelte van de Bindjeij afgebroken om plaats te maken voor het lichthof/galerij. Het achtergedeelte van de Bindjeij is verbouwd tot een gezamenlijk trappenhuis met lift. Hiermee werden alle wooneenheden toegankelijk.
Het gedeelte naast de pakhuizen, dat voor de verbouwing direct toegang gaf tot het buitenterrein is daarna overdekt met een plat dak met lichtkoepels en verbouwd naar de hoofdingang van het appartementencomplex, hal en een bergingsruimte. Hiermee kwam de hoofdingang van het complex aan de Nova Zemblastraat te liggen.
Door de nieuwe (hoofd)ingang is de oorspronkelijke nummering Houtmankade 20-24 omgezet naar Nova Zemblastraat 2A-6L. Inmiddels hebben alle ruimten, 24 appartementen, verdeeld over 5 verdiepingen een woonfunctie gekregen. Samen worden de pakhuizen ook wel 'De Kleine Houtman' genoemd, ter onderscheiding van het gebouw 'De Houtman' welke aan de overzijde van de Nova Zemblastraat staat.
Als onderdeel van de verbouwing is op aangeven van de Gemeente Amsterdam het lichthof aangelegd met het kunstwerk ‘natuurfragmenten driedimensionaal’ conform het ontwerp van de beeldhouwer Ger Zijlstra (25 juni 1943 – 7 juni 2020).

## Karakteristieke elementen
Zowel aan de buitenzijde als inpandig zijn de verschillende karakteristieke eigenschappen van de pakhuizen behouden. De pakhuizen zijn uitgevoerd in een neo-renaissance stijl met elementen als trapgevels (met driehoekige en halfronde frontons), consoles en gele gemetselde sierbanden. In type sluit dit opslaggebouw aan bij de pakhuizen uit de Gouden Eeuw.
Inpandig versterken de gietijzeren kolommen samen met robuuste houten balkenpartijen, waarop de vloeren rusten de draagconstructie van deze pakhuizen. De gietijzeren kolommen zijn met (gewapend) beton afgewerkt voor brandtechnische redenen.
De oorspronkelijke daken zijn van het type gordingkap met horizontale gordingen en verticaal dakbeschot dat ondersteund wordt door kapspanten. De gebogen kapspanten zijn in de woonruimten van de bovenste appartementen grotendeels zichtbaar. Dit soort dakspanten hebben het voordeel dat gemakkelijker grote ruimten te overbruggen zijn waardoor er meer nuttige ruimte onder het dak ontstaat. Een dergelijk dakspant wordt ook aangeduid als schenkelspant of philibertkap.

## Fundering
Amsterdam is gebouwd op palen. Zo ook deze pakhuizen. Een paalfundering met meerdere palen is toegepast (Amsterdamse methode) om een betere stabiliteit te krijgen. De houten fundering is verder opgebouwd met stenen grondbogen. Al het funderingsmateriaal dat van hout is ligt beneden het grondwaterpeil. Het hout is daardoor waterverzadigd en er komt geen zuurstof bij het hout. Hierdoor wordt voorkomen dat het houten materiaal wordt aangetast.
De grond onder het gebouw bestaat voornamelijk uit klei met op 5 meter diepte een veenlaag van 1 meter dikte. Tussen 13,3 en 15,6 meter beneden het maaiveld zit de eerste zandlaag met voldoende draagkracht voor de heipalen.
De houten palen zijn aangebracht onder alle binnen- en buitenmuren van het gebouw en onder de 15 gietijzeren kolommen, welke in de pakhuizen zijn gesitueerd. De palen zijn op korte afstand (< 50 cm) van elkaar aangebracht. In totaal zijn bijna 700 palen voor de drie pakhuizen in de grond geslagen.